# Nemška osa
Nemška osa (znanstveno ime Vespula germanica) je žuželka iz rodu os in ena od najpogostejših predstavnic tega rodu v srednji Evropi.

## Opis
Nemška osa doseže v dolžino okoli 13 mm in tehta okoli 74,1 ± 9,6 mg. Telo je značilno rumeno črno obarvano. Na pogled je zelo podobna navadni osi (V. vulgaris), od katere pa se zlahka loči po treh značilnih črnih pikah na obrazni maski. Poleg tega imajo nemške ose črne pike tudi po zadku, medtem ko so pri navadni osi te pike zlite s črnimi pasovi.
Nemške ose rade gradijo gnezda v zemlji. Zimo preživi oplojena matica, ki spomladi poišče primeren prostor za gradnjo gnezda in prične z izgradnjo prvih celic. Gnezdo s celicami v katerih vzgajajo ličinke zgraditi iz papirju podobnega materiala, ki ga izdelajo z žvečenjem lesa. Lesno pulpo pomešano s svojo slino oblikujejo v šestkotne celice, ki se držijo skupaj. Matica po zaleganju celice napolni s hrano za ličinke, ki jo predstavljajo ulovljene žuželke. Iz ličink se razvijejo prve delavke, ki prevzamejo skrb za gradnjo gnezda in vzgojo novih delavk, matica pa takrat samo še zalega. Preko leta se kolonija širi in lahko proti koncu poletja doseže preko 20.000 osebkov. V jeseni stara matica pogine, oplojene mlade matice pa zimo preživijo v varnih zavetjih.
Odrasle ose lovijo druge insekte, ki jih uporabljajo za hrano ličinkam, pogosto pa za hrano ličinkam uporabijo tudi kose mrhovine. Same se prehranjujejo z medičino in sadjem, pa tudi s sladkim izločkom svojih ličink.